# Mustelus sinusmexicanus
Mustelus sinusmexicanus — акула з роду Гладенька акула родини Куницеві акули. Інші назви «куницева акула Мексиканської затоки», «прибережна куницева акула», «затокова гладенька акула».

## Опис
Загальна довжина досягає 1,4 м. Зовнішністю схожа на гострохвосту гладеньку акулу та гладеньку акулу собачу. Голова помірно велика. Морда доволі коротка, загострена. Очі доволі великі, овальні, горизонтальної форми, з мигальною перетинкою. За ними розташовані невеличкі бризкальця. Губні борозни виражені на обох губах. Рот невеликий, серпоподібний. Зуби дрібні, з 3 верхівками, з яких центральна є високою, бокові — маленькі. У неї 5 пар зябрових щілин, з яких дві останні розташовані над грудними плавцями. Тулуб обтічний, стрункий, дещо потовщений в районі переднього спинного плавця. Усі плавці розвинені, трохи серпоподібні. Грудні плавці великі, широкі. Має 2 спинних плавця, з яких передній більше за задній. Передній спинний плавець розташовано позаду грудних плавців. Задній починається перед анальним плавцем і закінчується навпроти нього. Черевні та анальний плавці маленькі. Хвіст вузький. Хвостовий плавець невеликий, з глибокою виїмкою, гетероцеркальний, верхня лопать веслоподібна.
Забарвлення спини сіре або сіро-коричневе. Черево має попелясто-білий колір.

## Спосіб життя
Тримається на глибинах від 36 до 229 м, зазвичай — 40-90 м, на континентальному і острівному шельфах, у прибережній лінії. Живиться креветками, крабами, лангустами, омарами, а також невеличкою костистою рибою.
Статева зрілість у самців настає при розмірах 70-72 см, самиць — 118–119 см. Це живородна акула. Самиця народжує до 8 акуленят завдовжки 39-43 см.
М'ясо їстівне. Є об'єктом місцевого рибальства.

## Розповсюдження
Мешкає на півночі Мексиканської затоки (США) та окрема популяція - біля Юкатанського півострова (Мексика), проте межі ареалу остаточно не з'ясовані.